# Klinac
Klinac falu Horvátországban, Sziszek-Monoszló megyében. Közigazgatásilag Petrinyához tartozik.

## Fekvése
Sziszek városától légvonalban 16, közúton 29 km-re délnyugatra, községközpontjától légvonalban 10, közúton 12 km-re délre a Báni végvidék középső részén, a Zrinyi-hegység északi részén, a Donja Budičina és Hrvatski Čuntić között fekszik.

## Története
A régészeti leletek alapján Klinac feletti Gradina nevű magaslat már a történelem előtti időkben is lakott volt, ahol egy vaskori erődített település állt. A hegyet olykor Klimna gorának is nevezik, mely nevét valószínűleg Szent Kelemenről kapta, mert magyar neve is Szent Kelemen hegye volt, míg a várat Klinác várának, illetve Klinbnagornak nevezték. A vaskori leletek között a cseréptöredékek mellett sok kis állatfigura, stilizált juhok, kutyák, lovak kerültek elő, melyek az illírek itt élt törzseihez a kolapianokhoz és a segestianokhoz köthetők. Kivitelükben észak-boszniai hatást tükröznek és a Sana menti Donja Dolina és Sanski Most, valamint a szlovéniai Bela Krajina és Dolenjska leleteihez hasonlítanak. A vaskori erőd minden bizonnyal kapcsolatban állt a közeli šušnjari nagyméretű hallstatt-kori erődített településsel is. A vár még a római korban is használatban volt, melyre az itt talált római pénzek utalnak. Klinac térségét 1211-ben  II. András király a topuszkai cisztercitáknak adományozta. 1499-ben a Frangepánok adományából lett a zágrábi káptalané. Klinac ma is látható várát 1551-ben Pecki és Csuntics váraival egyidejűleg építtette a káptalan a Gradina nevű magaslatra. Miután megerősítését nem tartották kifizetődőnek a fokozódó török támadások nyomán 1563-ban az udvari haditanács lerombolását rendelte el. A török a 16. század második felében az egész térséget megszállta.
1683 és 1699 között a felszabadító harcokban a keresztény seregek kiűzték a térségből a törököt és a török határ az Una folyóhoz került vissza. 1697 körül a török uralom alatt maradt Boszniából és a Banovina más részeiről előbb horvát katolikus, majd a 18. században több hullámban Közép-Boszniából, főként a Kozara-hegység területéről és a Sana-medencéből  pravoszláv szerb családok települtek le itt. Az újonnan érkezettek szabadságjogokat kaptak, de ennek fejében határőr szolgálattal tartoztak. El kellett látniuk a várak, őrhelyek őrzését és részt kellett venniük a hadjáratokban. 1696-ban a szábor a bánt tette meg a Kulpa és az Una közötti határvédő erők parancsnokává, melyet hosszas huzavona után 1704-ben a bécsi udvar is elfogadott. Ezzel létrejött a Báni végvidék (horvátul Banovina), mely katonai határőrvidék része lett. 1745-ben megalakult a Petrinya központú második báni ezred, melynek fennhatósága alá ez a vidék is tartozott.
A katonai határőrvidék megszűnése után Zágráb vármegye Petrinyai járásának része volt. 1857-ben 131, 1910-ben 248 lakosa volt. A 20. század első éveiben a kilátástalan gazdasági helyzet miatt sokan vándoroltak ki a tengerentúlra. 1918-ban az új szerb-horvát-szlovén állam, majd később Jugoszlávia része lett. A II. világháború idején a Független Horvát Állam része volt. A háború után a béke időszaka köszöntött a településre. Enyhült a szegénység és sok ember talált munkát a közeli városokban. A délszláv háború előestéjén lakosságának 99%-a szerb, 1%-a horvát nemzetiségű volt. A falu 1991. június 25-én a független Horvátország része lett, de szerb lakossága a Krajinai Szerb Köztársasághoz csatlakozott. A falut 1995. augusztus 6-án a Vihar hadművelettel foglalta vissza a horvát hadsereg. A szerb lakosság többsége elmenekült. 2011-ben 27 lakosa volt.

## Népesség

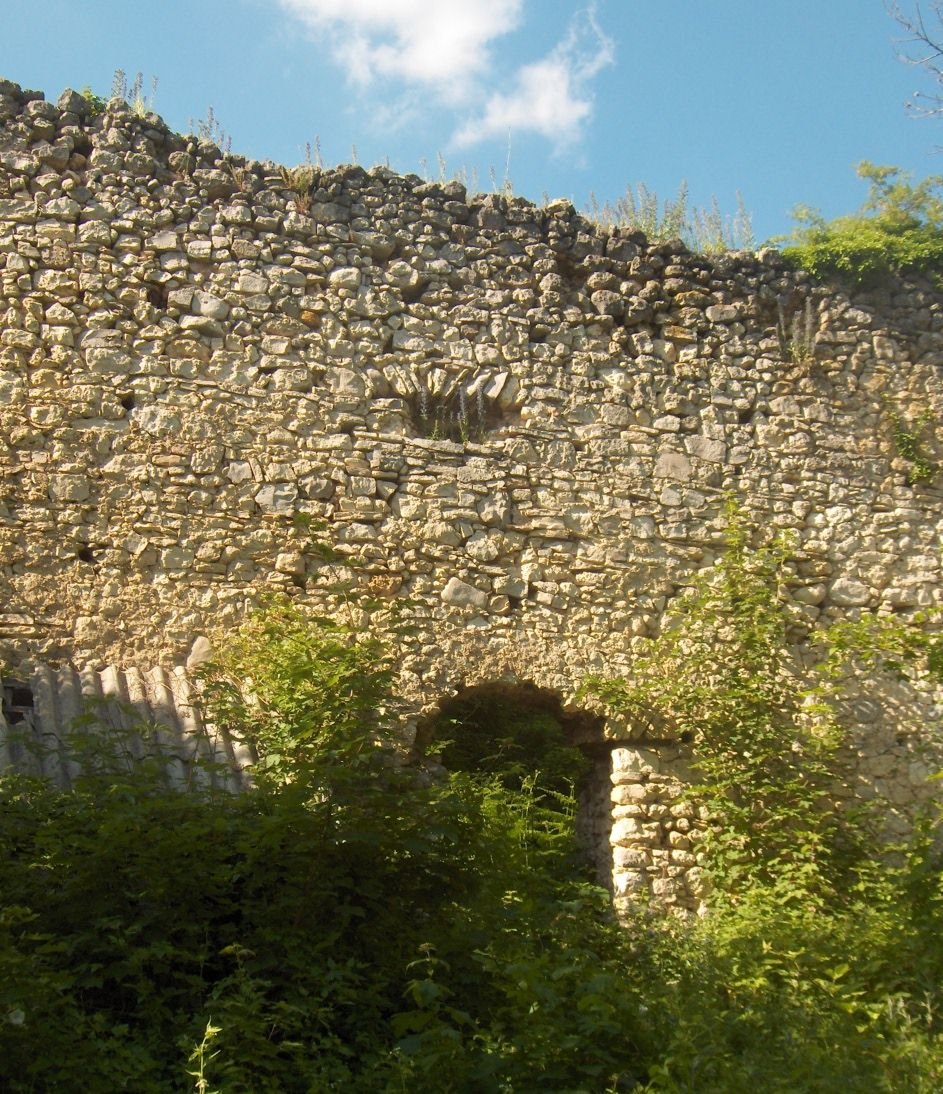
Klinac várának falai

| Lakosság változása | Lakosság változása | Lakosság változása | Lakosság változása | Lakosság változása | Lakosság változása | Lakosság változása | Lakosság változása | Lakosság változása | Lakosság változása | Lakosság változása | Lakosság változása | Lakosság változása | Lakosság változása | Lakosság változása | Lakosság változása |
| ------------------ | ------------------ | ------------------ | ------------------ | ------------------ | ------------------ | ------------------ | ------------------ | ------------------ | ------------------ | ------------------ | ------------------ | ------------------ | ------------------ | ------------------ | ------------------ |
| 1857               | 1869               | 1880               | 1890               | 1900               | 1910               | 1921               | 1931               | 1948               | 1953               | 1961               | 1971               | 1981               | 1991               | 2001               | 2011               |
| 131                | 139                | 153                | 179                | 205                | 248                | 231                | 246                | 198                | 217                | 235                | 210                | 192                | 147                | 28                 | 27                 |

## Nevezetességei
- Klinac várát a zágrábi káptalan építette a közeli Pecki és Csuntics váraival egy időben a 16. század közepén arra a helyre, ahol már a késő bronzkorban és a korai vaskorban is egy illír erődítmény állt. A vár alaprajza szabálytalan ötszögletű, mely meglehetősen ritka ezen a vidéken, ahol a kisebb erődítmények általában négyszög alaprajzúak. Oldalainak hosszúsága 11 és fél, valamint 13 méter között váltakozik és a falak mintegy 250 négyzetméteres területet kerítenek. Falai körül valószínűleg egykor cölöpökből épített sáncok, úgynevezett paliszádok álltak, de ezeknek nyoma sem maradt. A falakon belül fából készült építmények voltak. A gyalogos bejáró az első emelet szintjén egy felvonóhídon és egy emeletek faépületen keresztül volt. A lovak és szekerek számára a bejárat a ma is látható helyen volt. A várat először Milat Sabljar rajzolta le a 19. század közepén, amikor falai még egy- másfél méter magasan álltak. A hegytetőt sem szegélyezték eredetileg fák és bokrok, ahogy az ma látható, hanem teljesen kopár volt. Ezért könnyen szemmel tarthatták a Kostajnicáról Petrinyára vezető utat és a délre fekvő Zrínyi-hegység északi részét. Régészeti feltárása 2010-ben kezdődött, melynek során számos középkori cseréptöredéket, kemence maradványait és római téglákat találtak. 2012 nyarán a romok közelében az erdőben ókori leletek, köztük cserépedények, bronz tű, feliratos kövek és egy védelmi célokat szolgáló objektum maradványai kerültek elő.
- Római vízvezeték maradványai a falu határában. Közismert, hogy az ősi Petrinya területén számos forrás fakadt. Ennek jelentőségét már a rómaiak is felismerték és innen építették ki a mintegy húsz kilométerre északkeletre fekvő Siscia vízellátását. A jó minőségű téglákból épített falazott boltíves vízvezeték a mai Hrastovica, Budičina, Kraljevčani, Donja Mlinoga és Čuntić területén található források vizét gyűjtötte össze és szállította Sisciába. Építését a szakemberek a 71 körülire időre, a Flaviusok korára teszik.